# Österreichischer Volleyball-Cup 2016/17 (Frauen)
Der Österreichische Volleyball-Cup der Frauen wurde in der Saison 2016/17 vom Österreichischen Volleyballverband zum 37. Mal ausgespielt und begann am 6. Oktober 2016 mit der ersten Runde und endete am 12. Februar 2017 mit dem Finale. Der Pokal ging an den UVC Graz.

## Teilnehmende Mannschaften
Für den österreichischen Volleyball-Cup haben sich anhand der Teilnahme der Ligen der Saison 2016/17 folgende 28 Mannschaften, die nach der Saisonplatzierung der 1. Bundesliga 2015/16, der 2. Bundesliga Ost 2015/16, 2. Bundesliga Süd 2015/16 und der 2. Bundesliga West 2015/16 geordnet sind, qualifiziert. Teams, die als durchgestrichen gekennzeichnet sind, nahmen am Wettbewerb aus diversen Gründen nicht am Wettbewerb teil oder sind die erste Mannschaften und spielten daher nicht um den Pokal mit. Weiters konnten noch der Landescupsieger, der Landesmeister oder deren Vertreter der Saison 2015/16 teilnehmen.
| 1. Bundesliga (11) | 1. Bundesliga (11) | 1. Bundesliga (11) | 1. Bundesliga Aufstiegsrunde (2) | 1. Bundesliga Aufstiegsrunde (2) | 1. Bundesliga Aufstiegsrunde (2) |
| --- | --- | --- | --- | --- | --- |
| - SG VB NÖ Sokol/Post (NÖ) (M) (C) - ASKÖ Linz Steg (OÖ) - ATSC Wildcats Klagenfurt (K) - PSV VBG Salzburg (S) - UVC Graz (ST) - TI-volley (T) - VC Tirol (T) - SG Prinz Brunnenbau Volleys (OÖ) - TSV Hartberg (ST) - SG VBV Trofaiach/WSV Eisenerz (ST) - UVF Melk (OÖ) | - SG VB NÖ Sokol/Post (NÖ) (M) (C) - ASKÖ Linz Steg (OÖ) - ATSC Wildcats Klagenfurt (K) - PSV VBG Salzburg (S) - UVC Graz (ST) - TI-volley (T) - VC Tirol (T) - SG Prinz Brunnenbau Volleys (OÖ) - TSV Hartberg (ST) - SG VBV Trofaiach/WSV Eisenerz (ST) - UVF Melk (OÖ) | - SG VB NÖ Sokol/Post (NÖ) (M) (C) - ASKÖ Linz Steg (OÖ) - ATSC Wildcats Klagenfurt (K) - PSV VBG Salzburg (S) - UVC Graz (ST) - TI-volley (T) - VC Tirol (T) - SG Prinz Brunnenbau Volleys (OÖ) - TSV Hartberg (ST) - SG VBV Trofaiach/WSV Eisenerz (ST) - UVF Melk (OÖ) | - SG VBV Trofaiach/WSV Eisenerz (ST) siehe 1. Bundesliga - TSV Hartberg (ST) siehe 1. Bundesliga - UVF Melk (OÖ) siehe 1. Bundesliga - Volleys Feldbach (ST) - Union West-Wien (W) - VC Mils (T)                                                      | - SG VBV Trofaiach/WSV Eisenerz (ST) siehe 1. Bundesliga - TSV Hartberg (ST) siehe 1. Bundesliga - UVF Melk (OÖ) siehe 1. Bundesliga - Volleys Feldbach (ST) - Union West-Wien (W) - VC Mils (T) | - SG VBV Trofaiach/WSV Eisenerz (ST) siehe 1. Bundesliga - TSV Hartberg (ST) siehe 1. Bundesliga - UVF Melk (OÖ) siehe 1. Bundesliga - Volleys Feldbach (ST) - Union West-Wien (W) - VC Mils (T) |
| Frühjahrsdurchgang | | | | | |
| 2. Bundesliga Ost (4) | 2. Bundesliga Ost (4) | 2. Bundesliga Süd (6) | 2. Bundesliga Süd (6) | 2. Bundesliga West (3) | 2. Bundesliga West (3) |
| - SG SVS Sokol (NÖ) - Union volleyteam Südstadt (NÖ) - UVC Mank (NÖ) - ASKÖ Pregarten (OÖ) (N) und - SU Hotvolleys Ybbs (NÖ) - Union ADM Linz (OÖ) - SG Union Bisamberg/Hollabrunn (OÖ) - ASKÖ Linz Steg II (OÖ)                                                          | - SG SVS Sokol (NÖ) - Union volleyteam Südstadt (NÖ) - UVC Mank (NÖ) - ASKÖ Pregarten (OÖ) (N) und - SU Hotvolleys Ybbs (NÖ) - Union ADM Linz (OÖ) - SG Union Bisamberg/Hollabrunn (OÖ) - ASKÖ Linz Steg II (OÖ)                                                          | - SSV HIB Liebenau (ST) - ATSC Wildcats Klagenfurt II (K) - VBC Krottendorf (ST) (N) - Brückl hotvolleys (K) (N) - Sportunion Leibnitz (ST) und - UVC Graz II (ST) - VBK Klagenfurt (K) - ATSE Graz (ST) - USV Jennersdorf (B) (N) - ASKÖ Villach (K)                     | - SSV HIB Liebenau (ST) - ATSC Wildcats Klagenfurt II (K) - VBC Krottendorf (ST) (N) - Brückl hotvolleys (K) (N) - Sportunion Leibnitz (ST) und - UVC Graz II (ST) - VBK Klagenfurt (K) - ATSE Graz (ST) - USV Jennersdorf (B) (N) - ASKÖ Villach (K) | - VC Dornbirn (V) - TI-volley II (T) - UVV Seekirchen (S) - SU Inzing (T) - TV Oberndorf (S) | - VC Dornbirn (V) - TI-volley II (T) - UVV Seekirchen (S) - SU Inzing (T) - TV Oberndorf (S) |
| Landescupsieger und Landesmeister (2) | | | | | |
| - RB Speedvolley Grafenstein (K) | - RB Speedvolley Grafenstein (K) | - Volleyball Thalgau (S) | - Volleyball Thalgau (S) | | |
| Erläuterungen Länderkürzel: (B): Burgenland, (K): Kärnten, (OÖ): Oberösterreich, (NÖ): Niederösterreich, (S): Salzburg, (ST): Steiermark, (T): Tirol, (W): Wien, (V): Vorarlberg                                                                                          | | | | | |

| (M) | amtierender Meister      |
| (C) | amtierender Cupsieger    |
| (N) | Neuaufsteiger der Saison |

## Turnierverlauf

### Vorrunde
| Datum             | Team 1                        | Team 2                      | Ergebnis                                |
| ----------------- | ----------------------------- | --------------------------- | --------------------------------------- |
| 06.10.2016, 19:30 | ATSE Graz                     | SSV HIB Liebenau            | 3:2 (25:16, 14:25, 22:25, 26:24, 15:6)  |
| 07.10.2016, 20:00 | Volleyball Thalgau            | VC Mils                     | 3:0 (25:19, 25:20, 25:20)               |
| 09.10.2016, 14:00 | SU Hotvolleys Ybbs            | SG VB NÖ Sokol/Post         | 0:3 (12:25, 9:25, 14:25)                |
| 09.10.2016, 14:00 | RB Speedvolley Grafenstein    | UVC Graz                    | 0:3 (8:25, 11:25, 11:25)                |
| 09.10.2016, 15:00 | UVC Mank                      | SG Prinz Brunnenbau Volleys | 0:3 (4:25, 8:25, 11:25)                 |
| 09.10.2016, 15:00 | USV Jennersdorf               | VBC Krottendorf             | 3:2 (21:25, 25:19, 19:25, 25:20, 15:11) |
| 09.10.2016, 15:30 | PSV VBG Salzburg              | VC Tirol                    | 0:3 (12:25, 16:25, 15:25)               |
| 09.10.2016, 16:00 | Union West-Wien               | ASKÖ Linz Steg              | 0:3 (14:25, 26:28, 11:25)               |
| 09.10.2016, 18:00 | VBK Klagenfurt                | TSV Hartberg                | 1:3 (23:25, 18:25, 25:21, 17:25)        |
| 09.10.2016, 18:00 | UVV Seekirchen                | SU inzingvolley             | 3:2 (26:28, 18:25, 25:17, 25:14, 15:11) |
| 09.10.2016, 18:00 | VC Dornbirn                   | TI-volley                   | 3:0 (25:12, 25:7, 25:13)                |
| 09.10.2016, 18:00 | SG Union Bisamberg/Hollabrunn | UVF Melk                    | 3:0 (25:16, 25:17, 25:10)               |

### Achtelfinale
Folgende vier Vereine stiegen in das Achtelfinale ein:
Brückl hotvolleys, ATSC Wildcats Klagenfurt, SG VBV Trofaiach/WSV Eisenerz und Union volleyteam Südstadt.
| Datum             | Team 1                      | Team 2                        | Ergebnis                               |
| ----------------- | --------------------------- | ----------------------------- | -------------------------------------- |
| 14.10.2016, 19:30 | USV Jennersdorf             | VC Tirol                      | 3:2 (25:18, 16:25, 15:25, 25:21, 15:7) |
| 23.10.2016, 13:00 | UVV Seekirchen              | SG VBV Trofaiach/WSV Eisenerz | 0:3 (21:25, 20:25, 15:25)              |
| 23.10.2016, 13:30 | ATSE Graz                   | ASKÖ Linz Steg                | 2:3 (26:24, 26:24, 12:25, 22:25, 6:25) |
| 23.10.2016, 15:15 | VC Dornbirn                 | SG VB NÖ Sokol/Post           | 0:3 (14:25, 12:25, 12:25)              |
| 23.10.2016, 16:00 | Brückl hotvolleys           | SG Union Bisamberg/Hollabrunn | 3:0 (25:14, 25:23, 25:19)              |
| 23.10.2016, 18:00 | Volleyball Thalgau          | ATSC Wildcats Klagenfurt      | 0:3 (13:25, 23:25, 15:25)              |
| 23.10.2016, 18:00 | SG Prinz Brunnenbau Volleys | UVC Graz                      | 0:3 (20:25, 24:26, 23:25)              |
| 23.10.2016, 18:30 | Union volleyteam Südstadt   | TSV Hartberg                  | 0:3 (23:25, 16:25, 12:25)              |

### Viertelfinale
| Datum             | Team 1            | Team 2                        | Ergebnis                         |
| ----------------- | ----------------- | ----------------------------- | -------------------------------- |
| 06.11.2016, 13:30 | Brückl hotvolleys | SG VB NÖ Sokol/Post           | 0:3 (12:25, 16:25, 15:25)        |
| 06.11.2016, 17:00 | USV Jennersdorf   | SG VBV Trofaiach/WSV Eisenerz | 0:3 (14:25, 23:25, 18:25)        |
| 06.11.2016, 18:00 | ASKÖ Linz Steg    | UVC Graz                      | 1:3 (25:20, 22:25, 14:25, 18:25) |
| 06.11.2016, 18:00 | TSV Hartberg      | ATSC Wildcats Klagenfurt      | 1:3 (18:25, 25:19, 14:25, 24:26) |

### Halbfinale
| Datum             | Team 1                        | Team 2                   | Ergebnis                         |
| ----------------- | ----------------------------- | ------------------------ | -------------------------------- |
| 11.02.2017, 13:00 | SG VBV Trofaiach/WSV Eisenerz | ATSC Wildcats Klagenfurt | 3:1 (23:25, 25:18, 25:18, 25:14) |
| 11.02.2017, 15:30 | SG VB NÖ Sokol/Post           | UVC Graz                 | 0:3 (18:25, 25:19, 14:25, 24:26) |

### Finale
| Datum             | Team 1                        | Team 2   | Ergebnis                  |
| ----------------- | ----------------------------- | -------- | ------------------------- |
| 12.02.2017, 17:45 | SG VBV Trofaiach/WSV Eisenerz | UVC Graz | 0:3 (21:25, 12:25, 21:25) |